# Acestrocephalus sardina
Acestrocephalus sardina är en fiskart som först beskrevs av Fowler, 1913.  Acestrocephalus sardina ingår i släktet Acestrocephalus och familjen Characidae. Inga underarter finns listade i Catalogue of Life.